# Rabby Mateta Pepa
Rabby Mateta Pepa (13 juli 2006) is een Belgisch voetballer die onder contract ligt bij Standard Luik.

## Carrière
Mateta maakte op 11 augustus 2023 zijn profdebuut in het shirt van SL16 FC, het beloftenelftal van Standard Luik: op de openingsspeeldag van de Challenger Pro League liet trainer Joseph Laumann hem in de 3-0-nederlaag tegen RFC Seraing in de 73e minuut invallen voor Rayan Berberi. Negen dagen later kreeg hij op de tweede competitiespeeldag een eerste basisplaats in Eerste klasse B in de stadsderby tegen RFC de Liège. Mateta was daarna vooral invaller bij SL16 FC, al stond hij tijdens de vijf laatste wedstrijden van het seizoen wel telkens in de basis.
Mateta degradeerde in het seizoen van zijn profdebuut naar Eerste nationale met SL16 FC. Ruim een maand na de degradatie, op 25 mei 2024, nam Ivan Leko hem op in de wedstrijdselectie voor de verplaatsing van het eerste elftal van Standard naar KV Mechelen op de slotspeeldag van de Europe play-offs.
Na de degradatie naar Eerste nationale nam Mateta, die in juni 2024 een contractverlenging had gekregen bij Standard, de aanvoerdersband over bij SL16 FC.

## Clubstatistieken
| Seizoen         | Club            | Land            | Competitie            | Competitie | Competitie | Beker | Beker | Supercup | Supercup | Europees | Europees | Totaal | Totaal |
| Seizoen         | Club            | Land            | Competitie            | Wed.       | Dlp.       | Wed.  | Dlp.  | Wed.     | Dlp.     | Wed.     | Dlp.     | Wed.   | Dlp.   |
| --------------- | --------------- | --------------- | --------------------- | ---------- | ---------- | ----- | ----- | -------- | -------- | -------- | -------- | ------ | ------ |
| 2023/24         | SL16 FC         | Vlag van België | Eerste klasse B       | 16         | 0          | —     | —     | —        | —        | —        | —        | 16     | 0      |
| 2024/25         | SL16 FC         | Vlag van België | Eerste nationale ACFF | 12         | 0          | —     | —     | —        | —        | —        | —        | 12     | 0      |
| Carrière totaal | Carrière totaal | Carrière totaal | Carrière totaal       | 28         | 0          | 0     | 0     | 0        | 0        | 0        | 0        | 28     | 0      |

Bijgewerkt op 25 november 2024.